# Peteina hyperdiscalis
Peteina hyperdiscalis är en tvåvingeart som beskrevs av Aldrich 1926. Peteina hyperdiscalis ingår i släktet Peteina och familjen parasitflugor. Inga underarter finns listade i Catalogue of Life.